# 린 단 팜
린 단 팜(Linh Dan Pham, 1974년 6월 20일 ~ )은 베트남의 배우이다.

## 작품 목록

### 영화
- 인도차이나 - 까미유 역
- 라이 따이한 - 수잔 역
- 파트너스 어게인스트 크라임
- 장난꾸러기 큰 늑대
- 메리 크리스메스!
- 배틀 오브 레전드

### 드라마
- 머나먼 쏭바강 (SBS) - 빅뚜이 역